# Список населённых пунктов Череповецкого района
В Череповецком районе 557 населённых пунктов в составе 16 сельских поселений, в том числе 514 деревень, 29 сёл, 11 посёлков, 2 станция, 1 хутор.
Ниже приведён список всех населённых пунктов с кодами ОКАТО, жирным шрифтом выделены центры сельских поселений.

## Абакановское сельское поселение
- 19 256 804 001 село Абаканово
- 19 256 804 002 деревня Аксеново
- 19 256 804 003 деревня Алексино
- 19 256 804 004 деревня Анашкино
- 19 256 804 005 деревня Ботило
- 19 256 804 007 деревня Волково
- 19 256 804 008 деревня Ганино
- 19 256 836 011 деревня Глухарево
- 19 256 804 009 деревня Демьянка
- 19 256 836 012 деревня Дора
- 19 256 836 015 деревня Елтухово
- 19 256 804 010 деревня Еремеево
- 19 256 804 011 деревня Ждановская
- 19 256 804 012 деревня Заручевье
- 19 256 804 013 деревня Казимир
- 19 256 804 014 деревня Климовская
- 19 256 804 015 деревня Кораблево
- 19 256 804 016 деревня Кроминская
- 19 256 804 017 деревня Куксино
- 19 256 804 018 деревня Курцево
- 19 256 804 019 деревня Ладыгино
- 19 256 804 020 деревня Лединино
- 19 256 836 027 деревня Макутино
- 19 256 804 021 деревня Михайлово
- 19 256 804 022 деревня Мусора
- 19 256 804 043 деревня Никитино
- 19 256 804 023 село Никольское
- 19 256 804 024 деревня Новишки
- 19 256 804 025 деревня Осеевская
- 19 256 804 026 деревня Панфилка
- 19 256 804 027 деревня Погорелка
- 19 256 836 033 деревня Погорелка
- 19 256 804 028 село Покров
- 19 256 804 029 деревня Ружбово
- 19 256 804 030 деревня Сандалово
- 19 256 804 031 село Селище
- 19 256 804 032 деревня Слабеево
- 19 256 836 037 деревня Среднее
- 19 256 804 033 деревня Ступино
- 19 256 804 034 деревня Сумино
- 19 256 804 035 деревня Тарасово
- 19 256 804 036 деревня Трушнево
- 19 256 804 037 деревня Харинская
- 19 256 836 042 деревня Хлебаево
- 19 256 804 038 деревня Хуторок
- 19 256 804 039 деревня Шуклино
- 19 256 804 040 село Шухободь
- 19 256 804 045 деревня Ямышево
- 19 256 804 041 деревня Ярцево

## Воскресенское сельское поселение
- 19 256 840 002 деревня Александрово
- 19 256 836 002 деревня Алексино
- 19 256 812 001 село Аннино
- 19 256 836 003 деревня Афонино
- 19 256 840 018 деревня Белавино
- 19 256 836 004 деревня Березовик
- 19 256 836 005 деревня Блиново
- 19 256 824 003 деревня Большие Углы
- 19 256 824 004 деревня Большое Калинниково
- 19 256 824 002 деревня Большой Двор
- 19 256 840 019 деревня Брод
- 19 256 840 020 деревня Васьково
- 19 256 812 002 деревня Великая
- 19 256 812 003 деревня Воронцово
- 19 256 836 006 деревня Воротыня
- 19 256 824 001 село Воскресенское
- 19 256 840 003 деревня Высокая
- 19 256 836 007 деревня Высокое
- 19 256 840 021 деревня Гаврино
- 19 256 840 022 деревня Галинское
- 19 256 836 008 деревня Гора
- 19 256 836 009 деревня Горелый Починок
- 19 256 824 005 деревня Горка
- 19 256 836 010 деревня Горка
- 19 256 840 023 деревня Горка
- 19 256 824 006 деревня Горка-Заречье
- 19 256 824 007 деревня Гребенево
- 19 256 840 004 деревня Гришкино
- 19 256 812 004 деревня Гришутино
- 19 256 840 005 деревня Деминская
- 19 256 840 024 деревня Денисово
- 19 256 824 008 деревня Деревнища
- 19 256 824 009 деревня Дермянинское
- 19 256 836 014 село Дмитриевское
- 19 256 836 013 деревня Дорка
- 19 256 824 010 деревня Екимово
- 19 256 824 011 деревня Ельнинское
- 19 256 824 012 деревня Ермоловская
- 19 256 840 025 деревня Задунай
- 19 256 836 016 деревня Закукобой
- 19 256 840 006 деревня Заосечье
- 19 256 836 017 деревня Захарово
- 19 256 836 018 деревня Иваново
- 19 256 840 001 село Ивановское
- 19 256 840 026 деревня Иванцево
- 19 256 812 005 деревня Ильина Гора
- 19 256 836 019 деревня Качалка
- 19 256 812 006 деревня Кизбой
- 19 256 836 020 деревня Козлово
- 19 256 824 013 деревня Коротнево
- 19 256 840 036 деревня Котово
- 19 256 836 021 деревня Красково
- 19 256 836 022 деревня Крутец
- 19 256 812 007 деревня Крылово
- 19 256 824 014 деревня Кузнецово
- 19 256 836 023 деревня Кумино
- 19 256 836 024 деревня Курьяково
- 19 256 836 025 деревня Лаптево
- 19 256 840 007 деревня Липник
- 19 256 840 027 деревня Литвиново
- 19 256 836 026 деревня Маковеево
- 19 256 824 015 деревня Малое Калинниково
- 19 256 824 016 деревня Малые Углы
- 19 256 812 008 деревня Мальцево
- 19 256 840 028 деревня Мартыново
- 19 256 836 028 деревня Мишино
- 19 256 840 017 село Надпорожье
- 19 256 824 017 деревня Некрасово
- 19 256 812 009 деревня Нестеровское
- 19 256 836 029 деревня Новишки
- 19 256 836 045 деревня Новодубровка
- 19 256 840 008 деревня Новое Захарово
- 19 256 824 018 деревня Новотрюмово
- 19 256 836 030 деревня Останино
- 19 256 824 019 деревня Остров
- 19 256 840 009 деревня Павловское
- 19 256 836 031 деревня Пажецкое
- 19 256 840 029 деревня Пантелеймоновское
- 19 256 812 010 деревня Пахотино
- 19 256 824 020 деревня Петрино
- 19 256 836 032 деревня Петропочинок
- 19 256 824 021 деревня Петряево
- 19 256 836 046 деревня Подкаменник
- 19 256 836 001 деревня Поповка
- 19 256 812 011 деревня Попово
- 19 256 812 012 деревня Поповское
- 19 256 840 037 деревня Поповское
- 19 256 836 034 деревня Привалино
- 19 256 836 035 деревня Прислон
- 19 256 840 030 деревня Прокшино
- 19 256 840 010 деревня Работино
- 19 256 824 022 деревня Ракольское
- 19 256 824 023 деревня Романово
- 19 256 824 024 деревня Слободино
- 19 256 824 025 деревня Сметьево
- 19 256 836 036 деревня Сокольниково
- 19 256 840 011 деревня Старое Захарово
- 19 256 824 026 деревня Сузорово
- 19 256 840 012 деревня Текарь
- 19 256 836 038 деревня Текутово
- 19 256 840 031 деревня Терехово
- 19 256 840 013 деревня Терино
- 19 256 840 014 деревня Титово
- 19 256 824 027 деревня Толстиково
- 19 256 840 032 деревня Троицкое
- 19 256 812 013 деревня Трофимово
- 19 256 836 039 деревня Турманское
- 19 256 836 040 деревня Тюшково
- 19 256 836 041 посёлок Улазорский
- 19 256 812 014 деревня Филиппово
- 19 256 840 033 деревня Фирютино
- 19 256 824 028 деревня Фролово
- 19 256 836 043 деревня Холмы
- 19 256 840 015 деревня Чукша
- 19 256 824 029 деревня Шабанова Гора
- 19 256 840 034 деревня Шулепово
- 19 256 836 044 деревня Шулма
- 19 256 840 035 деревня Юрьевская
- 19 256 840 016 деревня Ягодная

## Ирдоматское сельское поселение
- 19 256 848 002 деревня Борисово
- 19 256 848 003 деревня Ванеево
- 19 256 848 001 деревня Ирдоматка
- 19 256 848 006 деревня Нова
- 19 256 848 009 деревня Хемалда
- 19 256 848 010 жд станция Хемалда
- 19 256 848 011 посёлок Шайма
- 19 256 848 012 деревня Шайма

## Климовское сельское поселение
- 19 256 850 002 деревня Васильевское
- 19 256 850 003 деревня Гаврино
- 19 256 850 004 деревня Гренево
- 19 256 850 001 деревня Климовское
- 19 256 850 005 деревня Перхино
- 19 256 850 006 деревня Поповское
- 19 256 850 007 деревня Частобово

## Коротовское сельское поселение
- 19 256 852 002 деревня Акиньхово
- 19 256 852 003 деревня Анфалово
- 19 256 852 004 деревня Большой Двор
- 19 256 852 005 деревня Бочейно
- 19 256 852 006 деревня Верх
- 19 256 852 007 деревня Верховье
- 19 256 852 030 деревня Воротишино
- 19 256 852 008 деревня Гавино
- 19 256 852 009 деревня Горка
- 19 256 852 031 деревня Гришкино
- 19 256 852 032 деревня Давыдово
- 19 256 852 010 деревня Дуброво
- 19 256 852 011 деревня Елехово
- 19 256 852 012 деревня Заречье
- 19 256 852 013 деревня Карпово
- 19 256 852 014 деревня Катилово
- 19 256 852 015 деревня Клопузово
- 19 256 852 016 деревня Кокорево
- 19 256 852 017 деревня Коротово
- 19 256 852 018 деревня Курилово
- 19 256 852 033 деревня Малая Липенка
- 19 256 852 034 деревня Миндюкино
- 19 256 852 019 деревня Паршино
- 19 256 852 020 деревня Песье
- 19 256 852 035 деревня Починок
- 19 256 852 021 деревня Рыжково
- 19 256 852 022 деревня Рязань
- 19 256 852 036 деревня Сергеево
- 19 256 852 001 посёлок Сосновка
- 19 256 852 023 деревня Спирово
- 19 256 852 024 деревня Степаново
- 19 256 852 037 деревня Супроново
- 19 256 852 038 деревня Тыново
- 19 256 852 025 село Улома
- 19 256 852 026 деревня Федосово
- 19 256 852 027 деревня Хмелина
- 19 256 852 029 деревня Чаево
- 19 256 852 028 деревня Шейно

## Малечкинское сельское поселение
- 19 256 832 002 деревня Афонино
- 19 256 832 003 деревня Дементьево
- 19 256 832 004 деревня Заякошье
- 19 256 832 005 деревня Киселево
- 19 256 832 006 деревня Климово
- 19 256 832 011 деревня Кошта
- 19 256 832 007 деревня Курилово
- 19 256 832 008 деревня Леонтьево
- 19 256 832 001 посёлок Малечкино
- 19 256 832 009 деревня Парфеново
- 19 256 832 010 деревня Старина

## Мяксинское сельское поселение
- 19 256 864 002 деревня Большая Новинка
- 19 256 864 003 деревня Быково
- 19 256 864 004 деревня Быстрино
- 19 256 864 005 деревня Веретье
- 19 256 864 006 деревня Воротишино
- 19 256 864 007 деревня Вощажниково
- 19 256 864 008 деревня Горлово
- 19 256 864 009 деревня Григорево
- 19 256 864 010 деревня Демидово
- 19 256 864 011 деревня Добрынское
- 19 256 864 012 деревня Еляхино
- 19 256 864 013 деревня Ершово
- 19 256 864 014 деревня Костино
- 19 256 864 015 деревня Костяево
- 19 256 864 016 деревня Кузьмино
- 19 256 864 017 деревня Кустец
- 19 256 864 018 деревня Лаврово
- 19 256 864 019 деревня Лукинское
- 19 256 864 020 деревня Максаково
- 19 256 864 021 деревня Малая Новинка
- 19 256 864 022 деревня Михалево
- 19 256 864 001 село Мякса
- 19 256 864 023 деревня Петряево
- 19 256 864 024 деревня Санниково
- 19 256 864 025 деревня Степанцево
- 19 256 864 026 деревня Травливка
- 19 256 864 027 деревня Усищево
- 19 256 864 028 деревня Филимоново
- 19 256 864 029 деревня Фролково
- 19 256 864 030 деревня Хантаново
- 19 256 864 031 деревня Хламово
- 19 256 864 032 деревня Шилово
- 19 256 864 033 деревня Яшнево

## Нелазское сельское поселение
- 19 256 870 017 посёлок Андогский
- 19 256 804 042 деревня Каменник
- 19 256 870 004 деревня Карманица
- 19 256 870 006 жд станция Кошта
- 19 256 870 007 деревня Крутец
- 19 256 870 008 деревня Михайлово
- 19 256 870 009 село Нелазское
- 19 256 870 011 деревня Панфилка
- 19 256 870 012 деревня Патино
- 19 256 870 013 деревня Плешаново
- 19 256 870 014 деревня Поповка
- 19 256 804 044 деревня Рогач
- 19 256 870 018 деревня Сойволовская
- 19 256 870 015 деревня Теребень
- 19 256 870 016 деревня Труженик
- 19 256 870 001 деревня Шулма

## Николо-Раменское сельское поселение
- 19 256 872 002 деревня Бор
- 19 256 872 003 деревня Браславль
- 19 256 872 004 деревня Бузаково
- 19 256 872 005 деревня Вешняки
- 19 256 872 006 деревня Дмитриево
- 19 256 872 007 деревня Задние Чуди
- 19 256 872 008 деревня Заречье
- 19 256 872 009 деревня Игнатьево
- 19 256 872 010 деревня Красный Двор
- 19 256 872 011 деревня Куншино
- 19 256 872 001 деревня Николо-Раменье
- 19 256 872 012 деревня Остров
- 19 256 872 013 деревня Пустошка
- 19 256 872 014 деревня Ручьи
- 19 256 872 015 деревня Сковятино
- 19 256 872 016 деревня Сокольники
- 19 256 872 017 деревня Средние Чуди
- 19 256 872 018 деревня Степанково
- 19 256 872 019 деревня Трофанково
- 19 256 872 020 деревня Харламовская

## Судское сельское поселение
- 19 256 873 002 деревня Большая Дора
- 19 256 873 003 деревня Большое Ново
- 19 256 873 004 деревня Большой Исток
- 19 256 873 005 деревня Владимировка
- 19 256 873 006 посёлок Кривец
- 19 256 873 007 деревня Леонтьевка
- 19 256 873 008 деревня Малая Дора
- 19 256 873 009 деревня Малое Ново
- 19 256 873 010 деревня Малый Исток
- 19 256 873 011 посёлок Неверов Бор
- 19 256 873 012 хутор Рощино
- 19 256 873 001 посёлок Суда

## Тоншаловское сельское поселение
- 19 256 877 002 деревня Антоново
- 19 256 877 003 деревня Большой Двор
- 19 256 877 004 деревня Войново
- 19 256 877 005 деревня Горка
- 19 256 877 006 деревня Кальнинское
- 19 256 877 007 деревня Никитино
- 19 256 877 008 село Носовское
- 19 256 877 009 деревня Сельца
- 19 256 877 010 деревня Солманское
- 19 256 877 001 посёлок Тоншалово
- 19 256 877 011 деревня Яконское
- 19 256 877 012 деревня Ясная Поляна

## Щетинское сельское поселение
- 19 256 844 002 деревня Анисимовка
- 19 256 844 003 деревня Бараново
- 19 256 844 004 деревня Большая Дубровка
- 19 256 882 002 деревня Васильевское
- 19 256 844 005 деревня Григорьевское
- 19 256 844 006 деревня Дор
- 19 256 882 003 деревня Дорофеево
- 19 256 882 004 деревня Дьяконово
- 19 256 844 001 село Ильинское
- 19 256 882 005 деревня Кодино
- 19 256 882 006 деревня Конятино
- 19 256 844 007 деревня Корниговка
- 19 256 882 007 деревня Кузнецово
- 19 256 844 008 деревня Курган
- 19 256 882 008 деревня Лысая Гора
- 19 256 844 009 деревня Ляпуново
- 19 256 844 010 деревня Малая Дубровка
- 19 256 882 009 деревня Малая Новинка
- 19 256 882 010 деревня Михайловское
- 19 256 844 011 деревня Михалево
- 19 256 844 012 деревня Музга
- 19 256 882 011 деревня Новая Свободка
- 19 256 882 012 деревня Новинка
- 19 256 882 013 деревня Нянькино
- 19 256 844 013 деревня Павлоково
- 19 256 844 014 деревня Петровское
- 19 256 844 015 деревня Плоское
- 19 256 882 014 деревня Погорелка
- 19 256 844 016 деревня Полежаево
- 19 256 844 017 деревня Пушкино
- 19 256 882 015 деревня Сельцо
- 19 256 882 016 деревня Тябунино
- 19 256 882 017 деревня Фролово
- 19 256 844 018 деревня Хвощевик
- 19 256 844 019 деревня Хмелевое
- 19 256 844 020 деревня Чечино
- 19 256 882 001 село Щетинское

## Югское сельское поселение
- 19 256 860 021 деревня Аксеново
- 19 256 860 002 деревня Александрово
- 19 256 860 003 село Архангельское
- 19 256 816 002 деревня Афанасово
- 19 256 874 002 деревня Бавленское
- 19 256 816 003 деревня Барское Поле
- 19 256 856 002 деревня Баскаково
- 19 256 816 001 деревня Батран
- 19 256 816 004 посёлок Батранский
- 19 256 856 003 деревня Блиново
- 19 256 878 002 деревня Байново[1]
- 19 256 816 005 село Большая Шорманга
- 19 256 876 002 деревня Большое Ворсино
- 19 256 856 018 деревня Бурцево
- 19 256 856 004 деревня Ваньгино
- 19 256 856 005 деревня Васильевское
- 19 256 878 003 деревня Вельямиково
- 19 256 878 004 село Верховье
- 19 256 874 003 деревня Витержево
- 19 256 856 006 деревня Вичелово
- 19 256 816 021 деревня Воробьево
- 19 256 856 007 село Воронино
- 19 256 860 001 село Воскресенское
- 19 256 874 004 деревня Высоково
- 19 256 856 008 деревня Горка
- 19 256 874 005 деревня Горка
- 19 256 856 009 деревня Городище
- 19 256 874 006 село Гоша
- 19 256 876 003 деревня Гурлево
- 19 256 848 004 деревня Даргун
- 19 256 874 007 село Дмитриевское
- 19 256 874 008 деревня Долгуша
- 19 256 878 005 деревня Дорки
- 19 256 856 010 деревня Доронино
- 19 256 860 004 деревня Дубнишное
- 19 256 878 006 деревня Дьяконово
- 19 256 816 006 деревня Жаворонково
- 19 256 878 007 деревня Жарки
- 19 256 856 011 деревня Жары
- 19 256 874 009 деревня Жары
- 19 256 860 005 деревня Завидово
- 19 256 874 020 деревня Заречка
- 19 256 860 023 деревня Захарово
- 19 256 876 004 деревня Зиновка
- 19 256 876 005 деревня Золотилово
- 19 256 876 006 деревня Избная
- 19 256 856 012 село Ильинское
- 19 256 860 006 деревня Ильмовик
- 19 256 816 007 деревня Каргач
- 19 256 816 008 деревня Карпово
- 19 256 876 007 деревня Катаево
- 19 256 874 010 село Козохта
- 19 256 874 011 деревня Коино
- 19 256 856 013 деревня Конечное
- 19 256 856 014 деревня Костяевка
- 19 256 878 008 деревня Кузнецово
- 19 256 856 015 деревня Лапач
- 19 256 856 016 посёлок Лесное
- 19 256 848 005 деревня Лихачево
- 19 256 848 013 деревня Максимовское
- 19 256 856 017 деревня Малата
- 19 256 816 009 деревня Малая Шорманга
- 19 256 876 008 деревня Малое Ворсино
- 19 256 816 022 деревня Мартьяново
- 19 256 860 007 деревня Маслово
- 19 256 860 024 деревня Меледа
- 19 256 874 012 деревня Минино
- 19 256 860 008 деревня Молоково
- 19 256 860 025 деревня Мусора
- 19 256 860 009 деревня Мыдьево
- 19 256 816 010 деревня Нагавицыно
- 19 256 860 010 деревня Новая
- 19 256 816 011 деревня Новая Деревня
- 19 256 860 011 деревня Новинка
- 19 256 874 013 деревня Новогородово
- 19 256 856 001 деревня Новое Домозерово
- 19 256 856 019 деревня Новосела
- 19 256 856 020 деревня Озеро
- 19 256 874 014 деревня Очениково
- 19 256 874 015 деревня Павличево
- 19 256 856 021 деревня Петраково
- 19 256 816 012 деревня Пиево
- 19 256 860 012 деревня Поварово
- 19 256 816 013 деревня Покровское
- 19 256 856 022 деревня Полуево
- 19 256 848 007 деревня Поповское
- 19 256 860 013 деревня Поповское
- 19 256 856 023 деревня Починок
- 19 256 816 014 деревня Пронино
- 19 256 860 026 деревня Романово
- 19 256 856 024 деревня Рослино
- 19 256 816 015 деревня Рябово
- 19 256 876 009 деревня Сельцо
- 19 256 816 016 деревня Сельцо-Рябово
- 19 256 876 010 деревня Соколово
- 19 256 860 015 деревня Сорокино
- 19 256 860 014 деревня Спас-Лом
- 19 256 878 009 деревня Старики
- 19 256 816 017 деревня Старое
- 19 256 856 025 деревня Старое Домозерово
- 19 256 876 011 деревня Суковатка
- 19 256 874 001 деревня Сурково
- 19 256 860 027 деревня Сычево
- 19 256 860 016 деревня Тимово
- 19 256 860 017 деревня Токовые
- 19 256 874 016 деревня Толмачево
- 19 256 848 008 деревня Ульяново
- 19 256 816 018 деревня Фокино
- 19 256 878 010 деревня Фоминское
- 19 256 856 026 деревня Харино
- 19 256 856 027 деревня Циково
- 19 256 874 017 деревня Чабино
- 19 256 874 018 деревня Чернево
- 19 256 876 012 деревня Чикеево
- 19 256 860 018 деревня Чиково
- 19 256 878 001 деревня Шалимово
- 19 256 816 019 деревня Шелково
- 19 256 860 028 деревня Шиловка
- 19 256 876 001 деревня Шишовка
- 19 256 860 019 деревня Шумарово
- 19 256 874 019 деревня Юги
- 19 256 856 028 деревня Юрьевец
- 19 256 816 020 деревня Яковлево
- 19 256 856 029 деревня Якушево
- 19 256 860 020 деревня Якушево

## Ягановское сельское поселение
- 19 256 884 002 деревня Бекетово
- 19 256 884 003 деревня Большие Стражи
- 19 256 884 004 деревня Большое Красново
- 19 256 884 005 деревня Верхний Аньгобой
- 19 256 884 034 деревня Глухая Лохта
- 19 256 884 006 деревня Горка
- 19 256 884 007 деревня Дор
- 19 256 884 008 деревня Карельская Мушня
- 19 256 884 010 деревня Костенево
- 19 256 884 035 деревня Кубино
- 19 256 884 011 деревня Ленино
- 19 256 884 012 село Лохта
- 19 256 884 014 деревня Малое Красново
- 19 256 884 036 деревня Малое Яганово
- 19 256 884 015 деревня Малые Стражи
- 19 256 884 013 деревня Митенское
- 19 256 884 017 деревня Мухино
- 19 256 884 018 деревня Назаровская
- 19 256 884 019 деревня Нижний Аньгобой
- 19 256 884 020 деревня Нягослово
- 19 256 884 021 деревня Останино
- 19 256 884 022 деревня Павлово
- 19 256 884 023 деревня Пасточ
- 19 256 884 024 деревня Починок
- 19 256 884 025 деревня Соболево
- 19 256 884 026 деревня Соколово
- 19 256 884 027 деревня Тютнево
- 19 256 884 028 деревня Уварково
- 19 256 884 029 село Угрюмово
- 19 256 884 037 деревня Умлянда
- 19 256 884 030 деревня Федорково
- 19 256 884 031 деревня Хлебаево
- 19 256 884 032 деревня Царево
- 19 256 884 033 деревня Шурово
- 19 256 884 001 село Яганово

## Ягницкое сельское поселение
- 19 256 820 001 деревня Большой Двор
- 19 256 886 002 деревня Борок
- 19 256 820 002 деревня Васюково
- 19 256 886 003 деревня Глинское
- 19 256 820 003 деревня Григорьево
- 19 256 820 004 деревня Еврасово
- 19 256 820 005 деревня Ионово
- 19 256 820 006 деревня Искра
- 19 256 820 007 деревня Козлово
- 19 256 886 004 деревня Лоша
- 19 256 820 008 деревня Михеево
- 19 256 820 009 село Муравьево
- 19 256 886 005 деревня Мышкино
- 19 256 820 010 деревня Никулино
- 19 256 886 006 деревня Новая Ягница
- 19 256 820 011 деревня Остров
- 19 256 820 012 деревня Петряево
- 19 256 886 007 деревня Пленишник
- 19 256 886 008 деревня Плосково
- 19 256 886 009 деревня Раменье
- 19 256 820 013 деревня Старое
- 19 256 820 014 деревня Ступино
- 19 256 820 015 деревня Шепелево
- 19 256 886 001 деревня Ягница

## Яргомжское сельское поселение
- 19 256 888 002 деревня Авдеевская
- 19 256 888 003 деревня Борисово
- 19 256 888 001 деревня Ботово
- 19 256 888 004 деревня Енюково
- 19 256 888 010 деревня Колкач
- 19 256 888 011 деревня Мархинино
- 19 256 888 005 деревня Марьинская
- 19 256 888 006 деревня Мостовая
- 19 256 888 007 деревня Раменье
- 19 256 888 008 деревня Селиваново
- 19 256 888 009 деревня Фенево